# Cophinopoda schumanni
Cophinopoda schumanni är en tvåvingeart som beskrevs av Hradsky och Huttinger 1982. Cophinopoda schumanni ingår i släktet Cophinopoda och familjen rovflugor. Inga underarter finns listade i Catalogue of Life.